# Llew Smith
Llew Smith, właśc. Llewellyn Thomas Smith (ur. 16 kwietnia 1944 w Newbridge, zm. 26 maja 2021) – brytyjski polityk związany z Walią, poseł do Parlamentu Europejskiego III i IV kadencji, deputowany do Izby Gmin trzech kadencji.

## Życiorys
Kształcił się w Coleg Harlech, instytucji szkolącej osoby dorosłe. Pracował jako robotnik i operator komputerowy. Zaangażował się w działalność polityczną w ramach Partii Pracy. Od 1984 do 1994 sprawował mandat eurodeputowanego, wchodząc w skład frakcji socjalistycznej. Pracował głównie w Komisji ds. Energii, Badań Naukowych i Technologii. W latach 1992–2005 przez trzy kadencje zasiadał w Izbie Gmin, reprezentując okręg wyborczy Blaenau Gwent. Już w 2002 zadeklarował, że nie będzie ubiegał się o ponowny wybór.